# Marie Ghislaine Mompremier
Marie Ghislaine Mompremier, née un 27 avril au Cap-Haïtien, est une femme politique haïtienne. Elle est ministre des Affaires sociales et du Travail en 2003 et ministre à la Condition féminine et des Droits de la femme en 2021.

## Biographie
Giselaine Mompremier est la benjamine d’une fratrie de quatre enfants, dont trois filles et un garçon. Elle fait ses études primaires à l’école baptiste du Haut Limbé, non loin de l’université chrétienne du Nord d’Haïti (UCNH), à Limbé, commune située à une trentaine de kilomètres, au Sud de la ville du Cap-Haïtien.
Elle partage ses quatre dernières années d’études secondaires entre une école secondaire pour adultes et le lycée national Philippe-Guerrier du Cap-Haitien, où elle obtient son baccalauréat de deuxième partie. Elle rejoint l’école des infirmières. En 1993, elle est diplômée en sciences infirmières. Au cours de la même année, elle est en stage dans un service de psychiatrie à Port-au-Prince. Puis, elle revient dans sa ville natale, afin de continuer à offrir ses services à titre d’infirmière. Elle entame en parallèle des études de droit. Depuis 2003, elle est avocate de carrière et membre active du barreau du Cap-Haïtien.

### Carrière politique
Le 25 janvier 2003, Marie Ghislaine Mompremier est nommée ministre des Affaires sociales et du Travail. Elle est remplacée à ce poste par Nicole Yolette Altidor.
Elle est ministre à la Condition féminine et aux Droits des femmes (MCFDF) en 2021. À ce titre, elle organise une activité sur le leadership féminin « pour un futur égalitaire et paisible en Haïti » dans un monde marqué par la pandémie de Covid-19.